# Distrito federal de Extremo Oriente
El distrito federal de Extremo Oriente (en ruso: Дальневосточный федеральный округ, romanizado: Dalnevostochny federalny okrug) es uno de los ocho distritos de la Federación Rusa, formado por los siguientes once sujetos (entidades subnacionales): la República de Sajá, los óblast de Amur, Magadán, Sajalín, el Óblast autónomo Hebreo, el Distrito autónomo de Chukotka, y los krai de Kamchatka, Primorie y Jabárovsk. En noviembre de 2018 se anexaron la República de Buriatia y el Krai de Transbaikalia. Limita al norte con el océano Ártico, al este con los mares de Bering, de Ojotsk y del Japón, al sur con Corea del Norte y China, y al suroeste y oeste con el distrito de Siberia. 
Su capital es Vladivostok, que a su vez es la ciudad más poblada.  Con 6 952 600 km² es el distrito más extenso del país, con 8 371 257 habs. en 2014, el menos poblado, y con 1,0 hab/km², el menos densamente poblado. Coincide con el territorio de la región económica del Extremo Oriente ruso.
El 15 de julio de 2022 se inauguró la primera autopista de alta velocidad en el Distrito federal, conectando tres carreteras federales: "Ussuri" (Jabárovsk - Vladivostok), "Amur" (Chita - Jabárovsk) y "Vostok" (Jabárovsk - Najodka).

## Composición del distrito federal
| N.º | Bandera | Sujeto Federal                | Capital administrativa   | Área(km²) |
| --- | ------- | ----------------------------- | ------------------------ | --------- |
| 1   |         | Óblast de Amur                | Blagovéshchensk          | 361 913   |
| 2   |         | República de Buriatia         | Ulán-Udé                 | 351 300   |
| 3   |         | Óblast autónomo Hebreo        | Birobidzhán              | 36 266    |
| 4   |         | Krai de Transbaikalia         | Chitá                    | 431 900   |
| 5   |         | Krai de Kamchatka             | Petropávlovsk-Kamchatski | 464 275   |
| 6   |         | Óblast de Magadán             | Magadán                  | 462 464   |
| 7   |         | Krai de Primorie              | Vladivostok              | 164 673   |
| 8   |         | República de Sajá             | Yakutsk                  | 3 083 523 |
| 9   |         | Óblast de Sajalín             | Yuzhno-Sajalinsk         | 87 101    |
| 10  |         | Krai de Jabárovsk             | Jabárovsk                | 787 633   |
| 11  |         | Distrito autónomo de Chukotka | Anádyr                   | 721 481   |

## Demografía
Según Rosstat, la población del distrito es de 7.860.278 personas (2025). La densidad de población es de 1,13 personas/km² (2025). La población urbana es del 74,64% (2022).
Según el Censo de Población de toda Rusia de 2002, el Distrito Federal del Lejano Oriente (que en aquel momento no incluía Buriatia ni el futuro Krai de Zabaikalie) tenía una población de 6.692.865 personas al 9 de octubre de 2002, lo que representaba el 4,61% de la población de la Federación Rusa. Según el Censo de Población de toda Rusia de 2010, el distrito tenía una población de 6.293.126 personas. Por lo tanto, en 8 años, la población del Distrito Federal del Lejano Oriente ha disminuido en 400.000 personas. Actualmente, el proceso de despoblación se ha ralentizado, pero no se ha detenido. La principal causa de las pérdidas demográficas es el flujo migratorio.
Al 1 de enero de 2012, la población del Distrito Federal del Lejano Oriente se estimaba en 6,27 millones de personas, un 0,3 % menos que en 2011. En ese año el distrito experimentó un crecimiento poblacional natural, es decir, la tasa de natalidad supera a la de mortalidad. Entre enero y octubre de 2012, la tasa de natalidad en el Distrito Federal del Lejano Oriente fue de 13,9 por 1.000 habitantes, la de mortalidad de 13,1 y la tasa de crecimiento natural de 0,8. Al mismo tiempo, la tasa de natalidad en el Distrito Federal del Lejano Oriente es superior a la media nacional, mientras que la de mortalidad es inferior. En comparación con el año anterior, se observó un aumento de la tasa de natalidad, una disminución de la de mortalidad y un aumento de la tasa de crecimiento natural. La esperanza de vida promedio de la población del distrito en 2009 era de 66 años, de los cuales 60 años eran para los hombres, 72 años para las mujeres, 67 años para la población urbana y 64 años para la población rural. Esta esperanza de vida ha aumentado de forma constante en los últimos años; entre 2004 y 2009, aumentó 3,6 años. Según los resultados de 2018, la esperanza de vida promedio de los hombres en el Lejano Oriente era de 63,28 años y de 74,41 años para las mujeres, dos años inferior a la media rusa.